# Вінтроп Рокфеллер
Вінтроп Олдріч Рокфеллер (англ. Winthrop Aldrich Rockefeller; 1 травня 1912, Нью-Йорк, — 22 лютого 1973, Палм-Спрінгс) — американський державний і політичний діяч, підприємець, філантроп і банкір. 37-й губернатор Арканзасу з 10 січня 1967 року по 12 січня 1971 року. Син американського філантропа Джона Рокфеллера-молодшого, онук першого офіційного доларового мільярдера в історії людства — Джона Девідсона Рокфеллера.